# شیخ‌بی
شیخ‌بی (به لاتین: Şıxbəy) یک منطقه مسکونی در جمهوری آذربایجان است که در شهرستان گوی‌چای واقع شده است. منطقه شیخ‌بی ۵۹۴ نفر جمعیت دارد.